# W-Infinity
W-Infinity é um single de Hironobu Kageyama e Hitomi Mieno. Foi lançado em 21 de outubro de 2000 pela Victor Entertainment e possui quatro faixas.

## Produção
O single contém duas músicas para o anime Gear Fighter Dendoh, sendo a faixa-título sua abertura e o lado B, uma música que tocou durante episódios.
"W-Infinity" foi composta por Shinji Kakijima, compositor de inúmeras músicas de anime, sendo várias de Gundam. A letra foi escrita foi Masatoshi Ishikawa, que trabalhou nas trilhas sonoras de Virtua Fighter e Macross Dyamite 7.

## Legado
Ambas as músicas foram inclusas em diferentes álbuns do anime, como GEAR Fighter Dendoh ORIGINAL SOUNDTRACK Vol.1 e GEAR Fighter Dendoh BEST DRIVE! ~SONG FILE.

## Recepção
O site NetLab, da ITMedia, organizou um ranking das melhores músicas de Kageyama por votação popular, e "W-Infinity" ficou na 16ª colocação.

## Faixas
| N.º            | Título                                               | Letras             | Música          | Arranjo        | Duração |  |
| 1.             | "W-Infinity" (voz: Hironobu Kageyama e Hitomi Mieno) | Masatoshi Ishikawa | Mikiko Sato     | HAL2000        | 3:32    |  |
| 2.             | "FINAL ATTACK" (voz: REN)                            | M. Ishikawa        | Shinji Kakijima | Masala Nishid  | 3:52    |  |
| 3.             | "W-Infinity (Original Karaoke)"                      | instrumental       | M. Sato         | HAL2000        | 3:32    |  |
| 4.             | "FINAL ATTACK (Original Karaoke)"                    | instrumental       | S. Kakijima     | M. Nishid      | 3:52    |  |
| Duração total: | Duração total:                                       | Duração total:     | Duração total:  | Duração total: | 14:48   |  |